# Vinný kámen
Vinný kámen neboli hydrogenvinan draselný je draselná sůl kyseliny vinné přítomná ve víně, jejímž vysrážením vzniká krystalický zákal ve formě jemného sedimentu. Tento sediment nemá vliv na kvalitu vína v chuti nebo ve vůni, ale působí negativně na estetický dojem z vína.
Funkční vzorec hydrogenvinanu draselného je (HOOC-CH(OH)-CH(OH)-COO)K.
Vinný kámen vzniká ve víně reakcí silně disociované kyseliny vinné s draslíkem, jehož zdrojem jsou látky získané z půdy nebo disiřičitan draselný (pyrosiřičitan), používaný při výrobě vína jako konzervant.
Na vysrážení vinného kamene ve formě sedimentu mají vliv především tyto faktory:
- Obsah kyselin ve víně; s klesajícím pH riziko vysrážení vinného kamene klesá (tj. kyselá vína jsou proti jeho vysrážení odolnější).
- Teplota; s klesající teplotou riziko vysrážení vinného kamene roste.

Aby se předešlo vzniku sedimentů vinného kamene v lahvích, uplatňují se ve výrobě následující metody:
- Víno se podchladí na teplotu, při které dojde k vynucenému vysrážení vinného kamene, a následně se mechanickou filtrací vzniklé sedimenty odstraní.
- Do vína se přidává kyselina metavinná (polymerní lakton kyseliny vinné), která zvyšuje rozpustnost vinného kamene ve víně a snižuje tak možnost jeho vypadávání.[zdroj?]

Vinný kámen se používá také ke kypření potravin.